# Benzină

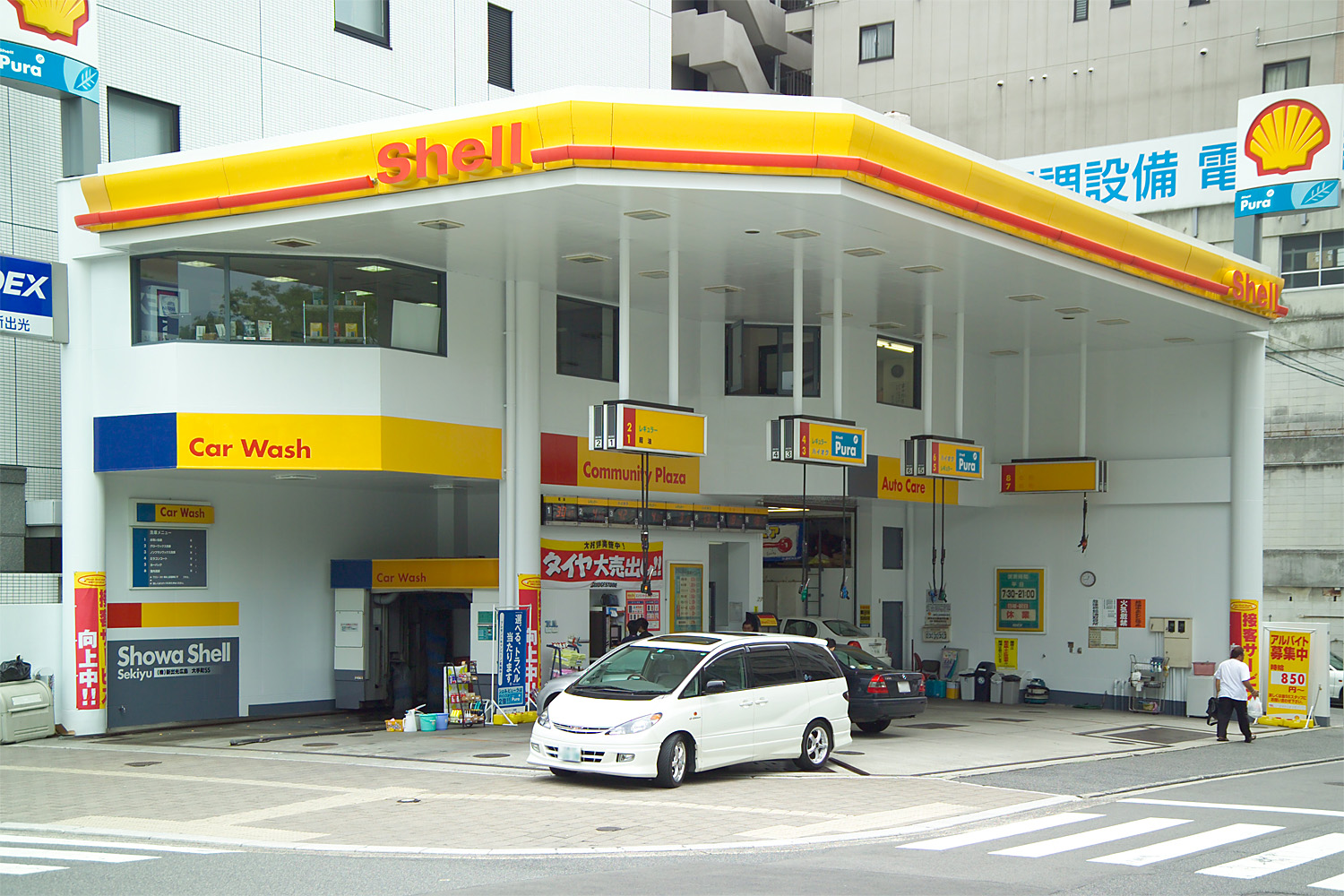
Stație de alimentare Shell din Hiroshima, Japonia

Benzina este un amestec lichid derivat din petrol prin distilare fracționată, care este compus în principal din hidrocarburi lichide (având între șase și zece atomi de carbon în moleculă) și aromatice din familia benzenului. Este folosit drept combustibil pentru funcționarea motoarelor cu ardere internă .
Benzina utilizată în motoarele cu ardere internă poate avea efecte semnificative asupra mediului local și contribuie, de asemenea, la emisiile globale de dioxid de carbon. Benzina poate ajunge în mediu nearsă, atât ca lichid cât și ca vapori, din scurgeri și manipulare în timpul producției, transportării și livrării (de exemplu, din rezervoare de stocare, de la scurgeri etc.). Ca un exemplu de eforturi pentru a controla astfel de scurgeri, multe rezervoare de stocare subterane trebuie să dispună de măsuri extinse pentru a detecta și preveni astfel de scurgeri. Benzina conține benzen și alți agenți cancerigeni cunoscuți.

## Istoric
Înainte de inventarea motoarelor cu ardere internă, benzina era vândută în sticle mici, ca un tratament împotriva păduchilor și ale ouălor acestora. Acest tratament nu mai este comun datorită riscului mare de incendiu și riscului dermatitei.
În timpul Războiul Franco-Prusac al anilor 1870-71, pétrole (benzină) era adunată în Paris pentru a fi folosită împotriva unui posibil atac prusac asupra orașului. Mai târziu, în 1871, s-au răspândit zvonuri în oraș, privind așa-numitele pétroleuses, femei care foloseau benzină pentru a incendia clădirile orașului.
Benzina este de asemenea folosită ca inhalant psihoactiv.
Volatilitate
Benzina este mult mai volatilă decât motorina sau Kerosenul, nu datorită compușilor, ci mai ales din cauza aditivilor. Volatilitatea este adesea controlată prin amestec cu butan, care fierbe la −0.5 °C. 
Benzina se mai caracterizează și prin cifra octanică, care indică rezistența la detonație. 